# Lehký tank Mk VI
Lehký tank Mk. VI vznikl vývojem ze svého předchůdce Light Tank Mk V, od kterého se nijak zásadně nelišil. Byla prodloužena korba i věž, v letech 1936–1940 bylo vyrobeno přes 1600 ks tanků různých verzí.

## Varianty
- Mk.VI

Základní provedení, vyrobeno 80 kusů.
- Mk.VI A

Upraven byl podvozek, velitelská věžička byla změněna na osmiúhelníkovou.
- Mk. VI A AA Mk.I

Protiletadlový tank, vyzbrojený čtyřmi kulomety Besa ráže 7,92 mm.
- Mk.VI B

Upravena byla převodovka a montován motor Meadows ESTB/A nebo ASTB/B. Zavedena kruhová velitelská věžička.
- Mk.VI B India Pattern

U tzv. indické verze byly použity úpravy pro tropy. Velitelská věžička byla odstraněna, velitel měl k dispozici otočný periskop.
- Mk.VI C

Stroje byly osazeny širšími pásy, velitelská věžička byla odstraněna.